# OuLiPo
L’OuLiPo (acronimo del francese Ouvroir de Littérature Potentielle, ovvero "officina di letteratura potenziale") è un gruppo (non ristretto) di scrittori e matematici di lingua francese che mira a creare opere usando, tra le altre, le tecniche della scrittura vincolata detta anche a restrizione. Venne fondato nel 1960 da Raymond Queneau e François Le Lionnais. Altri membri di spicco sono i romanzieri Georges Perec, Italo Calvino e il poeta e matematico Jacques Roubaud.

## La "letteratura potenziale"
Il gruppo definisce il termine littérature potentielle come la "ricerca  di nuove strutture e schemi che possano essere usati dagli scrittori nella maniera che preferiscono".
Si usano dei vincoli come strumenti per stimolare le idee e l'ispirazione; tra i più rilevanti 
la "macchina crea-storie" di Georges Perec da lui usata nella costruzione del romanzo La vita, istruzioni per l'uso (La Vie mode d'emploi). Oltre alle tecniche più consolidate come i lipogrammi (cfr. il romanzo La scomparsa di Perec) e i palindromi, il gruppo inventa nuove tecniche, spesso basate su problemi matematici o scacchistici, come quello delle permutazioni e il giro del cavallo.

## Alcune opere oulipiane
- Jacques Roubaud – La Belle Hortense
- Raymond Queneau – Exercices de Style ('Esercizi di stile)
- Raymond Queneau – Cent Mille Milliards de Poèmes (Centomila miliardi di poesie)

## Vincoli
Alcuni esempi di vincoli Oulipiani:
- Metodo di sostituzione "S + 7" (o "N + 7"[1]): sostituire ogni sostantivo (S) in un testo con il sostantivo che cade 7 posizioni più avanti in un dato dizionario.[2] In tal modo, ad esempio, "L'abito non fa il monaco" diventa, con un dato dizionario, "L'abiura non fa il monarca".[3] "S + 7" è il più noto tra i vincoli "S + n", in cui varia il numero di posizioni n: il risultato sarà tanto più dissonante quanto maggiore l'n scelto. In "S + dé" ("S + dado") la scelta di n può essere affidata, parola dopo parola, ad un dado.[4] In "V + 7" e "A + 7" altre parti del discorso vengono rimpiazzate, invece dei sostantivi.[2]
- Il vincolo del prigioniero consiste nello scrivere un testo usando solo lettere prive di gambette, in alto o in basso (ovvero sono vietate le lettere b, d, f, g, h, j, k, l, p, q, t, y).
- Palla di neve: poesia nella quale ogni verso è costituito da una sola parola ed ogni parola successiva è più lunga di una lettera.[3]

## Membri
Membri al 2010 (si continua ad essere annoverati tra i membri anche dopo la propria scomparsa).
Noël Arnaud, Michèle Audin, Valérie Beaudouin, Marcel Bénabou, Jacques Bens, Claude Berge, André Blavier, Paul Braffort, Italo Calvino, François Caradec, Bernard Cerquiglini, Ross Chambers, Stanley Chapman, Marcel Duchamp, Jacques Duchateau, Luc Etienne, Frédéric Forte, Paul Fournel, Anne Garetta, Michelle Grangaud, Jacques Jouet, Latis (alias di Emmanuel Peillet), François Le Lionnais, Hervé Le Tellier, Jean Lescure, Daniel Levin Becker, Harry Mathews, Michèle Métail, Ian Monk, Oskar Pastior, Georges Perec, Raymond Queneau, Jean Queval, Pierre Rosenstiehl, Jacques Roubaud, Olivier Salon, Albert-Marie Schmidt.

## Filiazioni
Dall'idea dell'Oulipo sono nati:
- l'Oulipopo (LIttérature POlicière) nel 1973;
- l'Oupeinpo (PEINture), nel 1980;
- l'Outrapo (TRAgicomédie), nel 1991;
- l'Oubapo (BAnde dessinée) nel 1992;
- l'Ouhispo (HIStoire) nel 1993;
- l'Oumapo (MArionnettes);
- l'Ouphopo (PHOtographie), nel 1995;
- l'Oucipo (CInématographie), nel 1997;
- l'Ou'inpo (INformatique), nel 1997;
- l'Ouca(ta) po (CATAstrophe), nel 1998;
- l'Oupypo (PYgologie), nel 1999;
- l'Ouarchpo (ARCHitecture), nel 2001;
- l'Oupolpot (POLitique), nel 2001;
- l'Outhéopo (Théologie), nel 2002.
- l'Opecopo  (Economia), nel 2007
- detta enfasi (Narrativa), nel 2025[6]

In Italia nel 1990 è nato l'OpLePo, acronimo dell'Opificio di Letteratura Potenziale, ad imitazione del gruppo francese e comprendente, tra gli altri, Edoardo Sanguineti, Piero Falchetta, Paolo Albani, Aldo Spinelli, Màrius Serra, Ermanno Cavazzoni, Piergiorgio Odifreddi, Furio Honsell, Lorenzo Enriques, Francesco Durante e Ensi De Luca.

## Innovazioni e sviluppi recenti
Nel panorama della letteratura potenziale contemporanea, il testo "Detta Enfasi" di Ensi de Luca, pubblicato nel 2025, rappresenta un esempio significativo dell'evoluzione delle tecniche oulipiane. L'autore ha adottato un vincolo particolare, evitando completamente l'uso della lettera 'R'. Tuttavia, a differenza di un tradizionale lipogramma che semplicemente omette la lettera, de Luca ha creato il suo testo attraverso un processo di "aggiramento" della lettera, selezionando e modellando le parole in modo tale da non necessitare della 'R', arricchendo così il contenuto e lo stile del testo senza comprometterne la fluidità e la comprensibilità. Questo approccio non solo sfida i limiti linguistici ma estende anche le possibilità espressive della scrittura vincolata.